# Atlantic (Iowa)
Atlantic és una població dels Estats Units a l'estat d'Iowa. Segons el cens del 2000 tenia 7.257 habitants.

## Demografia
Segons el cens del 2000, Atlantic tenia 7.257 habitants, 3.126 habitatges, i 1.969 famílies. La densitat de població era de 343,8 habitants per km².
Dels 3.126 habitatges en un 28,5% hi vivien nens de menys de 18 anys, en un 51% hi vivien parelles casades, en un 8,8% dones solteres, i en un 37% no eren unitats familiars. En el 33,7% dels habitatges hi vivien persones soles el 18% de les quals corresponia a persones de 65 anys o més que vivien soles. El nombre mitjà de persones vivint en cada habitatge era de 2,22 i el nombre mitjà de persones que vivien en cada família era de 2,81.
Per edats la població es repartia de la següent manera: un 23% tenia menys de 18 anys, un 7,4% entre 18 i 24, un 24,3% entre 25 i 44, un 22,3% de 45 a 60 i un 23% 65 anys o més.
L'edat mediana era de 42 anys. Per cada 100 dones de 18 o més anys hi havia 83,5 homes.
La renda mediana per habitatge era de 33.370 $ i la renda mediana per família de 41.168 $. Els homes tenien una renda mediana de 30.691 $ mentre que les dones 20.271 $. La renda per capita de la població era de 17.832 $. Entorn del 6,3% de les famílies i el 12,1% de la població estaven per davall del llindar de pobresa.

## Poblacions més properes
El següent diagrama mostra les poblacions més properes.